# Büssing A5P
Der Büssing A5P Straßenpanzerwagen war ein deutscher Panzerspähwagen aus dem Ersten Weltkrieg.

## Geschichte
Die OHL vergab im Oktober 1914 einen Auftrag an Büssing, Daimler und Ehrhardt für den Bau eines gepanzerten Spähwagens. Büssings A5P wurde im Vergleich zum Ehrhardt E-V/4 als unterlegen beurteilt, woraufhin die Produktion nach der Fertigstellung des dritten Fahrzeugs eingestellt wurde.
Die vorhandenen A5P wurden später in einem „Panzerkraftwagen MG-Zug“ zusammengefasst und an die Ostfront verlegt, wo sie mit einigem Erfolg eingesetzt wurden.

## Konstruktion
Der A5P unterschied sich von zeitgenössischen Panzerspähwagen vor allem durch seine Größe und sein Fahrwerk. Es wurden alle vier Räder angetrieben und die Lenkung wurde redundant (sowohl vorne als auch hinten im Fahrzeug) ausgelegt, um einen schnellen Stellungswechsel zu gewährleisten.
Es wurden insgesamt 10 MG-Luken für die 3 mitgeführten Maschinengewehre eingebaut. Die Schützen mussten also bei einer Änderung des Schussfeldes das MG aus der Halterung nehmen und zur nächsten Luke wechseln. 
Der große Radkranz machte das Fahrzeug trotz des Allradantriebes lediglich straßentauglich.